# Добжешув
Добжешув (пол. Dobrzeszów) — село в Польщі, у гміні Лопушно Келецького повіту Свентокшиського воєводства.
Населення — 376 осіб (2011).
У 1975-1998 роках село належало до Келецького воєводства.

## Демографія
Демографічна структура на день 31 березня 2011 року:
|          | Загалом | Допрацездатний вік | Працездатний вік | Постпрацездатний вік |
| -------- | ------- | ------------------ | ---------------- | -------------------- |
| Чоловіки | 172     | 45                 | 104              | 23                   |
| Жінки    | 204     | 45                 | 107              | 52                   |
| Разом    | 376     | 90                 | 211              | 75                   |